# Guy Don
Guy Don, właściwie Guy Weisweiller (ur. 7 czerwca 1909 w Paryżu, zm. 27 lutego 1982 tamże) – francuski kierowca wyścigowy.

## Kariera
W wyścigach samochodowych Don startował głównie w wyścigach samochodów sportowych. W 1935 odniósł zwycięstwo w klasie 2 24-godzinnego wyścigu Le Mans, a w klasyfikacji generalnej uplasował się na szóstej pozycji.